# Arabidopsis suecica
Espèce
Arabidopsis suecica est une espèce de plante à fleurs appartenant à la famille des Brassicacées.